# John Paul Leon
John Paul Leon   (Nova York, 26 d'abril de 1972 - 1 de maig de 2021) va ser un dibuixant de còmics nord-americà, conegut pel seu treball a la sèrie Static de Milestone Comics i a la sèrie limitada de Marvel Comics Earth X. Leon també va proporcionar obres d'art per a diverses guies d'estil per a adaptacions de llargmetratges de còmics, inclosos Superman Returns, Batman Begins, Green Lantern i The Dark Knight.

## Biografia
Carrera professional
Leon va començar a treballar professionalment als 16 anys, amb una sèrie d’il·lustracions en blanc i negre per a les revistes Dragon and Dungeon de TSR, Inc.
Es va especialitzar en il·lustració a l’Escola d’Arts Visuals de Nova York, estudiant amb artistes com Will Eisner, Walter Simonson i Jack Potter. Va ser durant aquest temps que va rebre el seu primer treball de còmic professional, il·lustrant per Dark Horse Comics la minisèrie de RoboCop: Prime Suspect. Quan va començar el seu primer any, va rebre la feina com a artista inaugural de la sèrie de DC Comics / Milestone, que Simonson va decidir que seria el seu treball de curs durant aquell semestre. Leon es va llicenciar en belles arts per SVA el 1994. Seguiria així amb el treball en sèries com Superman, Batman i X-Men. Alguns dels seus altres treballs destacats són Logan: Path of the Warlord, The Ulteriors aventures de Cyclops and Phoenix i Challengers of the Unknown. Entre les seves altres obres que defineixen la seva carrera s'inclou la minisèrie Earth X de 12 números, escrita per Jim Krueger i Alex Ross, que representava un futur distòpic de l'Univers Marvel; i la minisèrie The Wintermen, que va ser escrita pel company de classe SVA de Leon, Brett Lewis.
Leon també va proporcionar guies d'estil per a adaptacions de llargmetratges de còmics, incloent Superman Returns, Batman Begins, Green Lantern i The Dark Knight. També va contribuir amb obres d'art a un parell de llibres infantils de Superman per a Meredith Books. Va ser l’artista de The Winter Men, una minisèrie de Wildstorm / DC Comics i més tard va treballar a Batman: Creature of the Night, una minisèrie per a DC Comics.
Vida personal i mort
A partir del 2018, Leon vivia amb la seva dona i la seva filla a Miami, Florida.
John Paul Leon va morir l'1 de maig de 2021, als 49 anys, després d'una batalla de 14 anys contra el càncer. El company de Lleó, Tommy Lee Edwards, va crear una pàgina de GoFundMe Des del 2010 fins a principis del 2020, s'han recaptat més de 9.000 milions de dòlars a la plataforma, amb les aportacions de més de 120 milions de donants per crear un fons fiduciari per a l'educació de la filla de Leon de llavors 17 anys i ajudar a finançar la seva educació en enginyeria.